# Regierung Schollaert

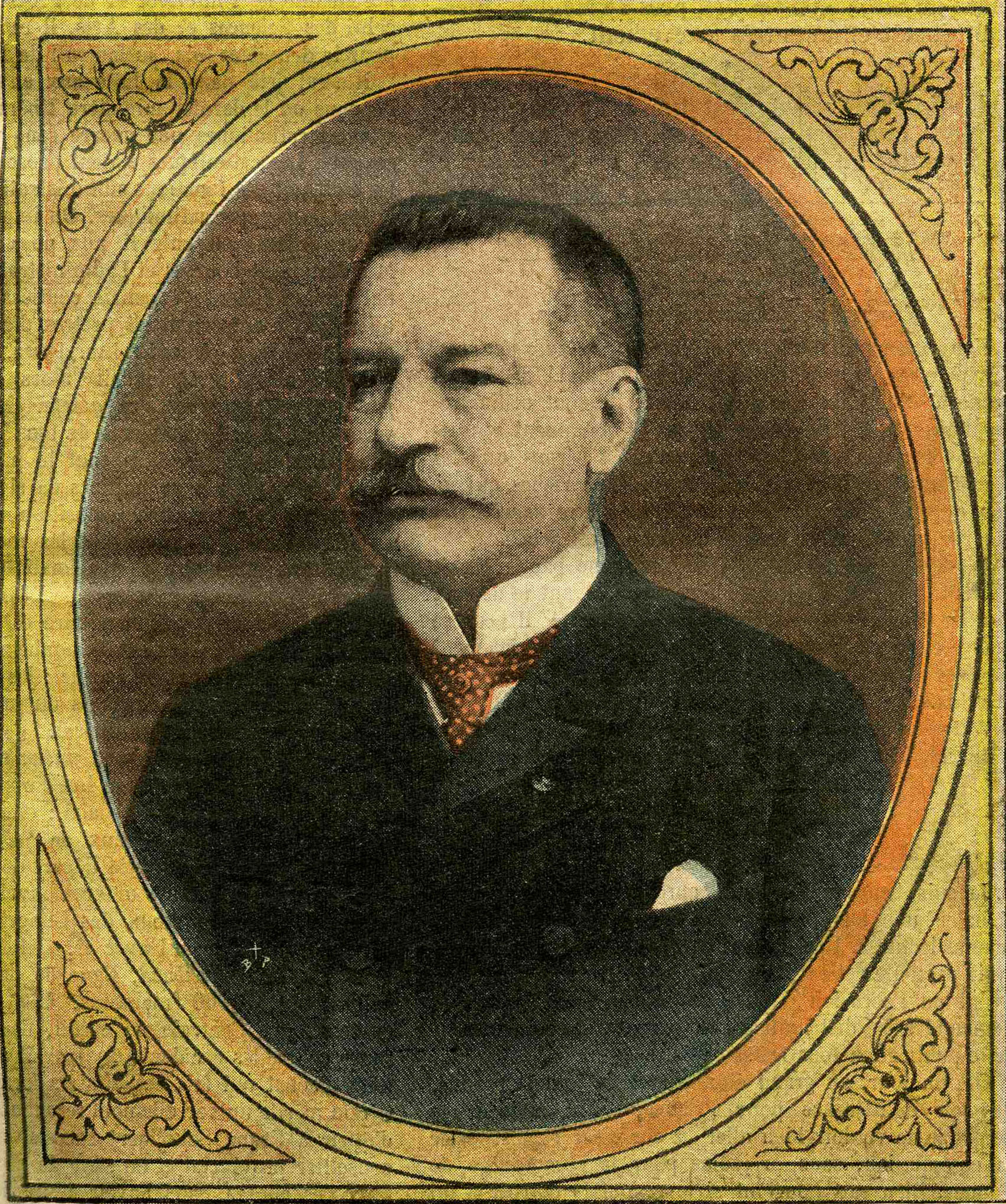
Premierminister Frans Schollaert.

Die Regierung Schollaert war die Regierung im Königreich Belgien vom 9. Januar 1908 bis zum 17. Juni 1911 unter Premierminister Frans Schollaert. Das Kabinett löste die Regierung de Trooz ab und bestand aus Ministern der Katholischen Partei sowie einem Parteilosen. Am 17. Juni 1911 wurde das Kabinett von der Regierung de Broqueville I abgelöst.
Am 15. Oktober 1908 unterzeichnete König Leopold II. einen Vertrag, durch den die Hoheitsrechte über den afrikanischen Kongo-Freistaat auf den belgischen Staat übergehen. Die internationale Kongokonferenz in Berlin (15. November 1884 bis 26. Februar 1885) hatte den Kongo zu einem unabhängigen und neutralen Staat unter der Souveränität des belgischen Königs erklärt. Leopold II. ging rasch daran, seine Privatdomäne auf brutalste Weise auszubeuten. Nachdem immer öfter Gräuel über die Behandlung der einheimischen Bevölkerung bekannt geworden waren und weltweit Empörung hervorgerufen hatten, sprach sich die Abgeordnetenkammer 1906 für eine Übernahme des Kongostaates als Staatsbesitz aus, nachdem die Kammer am 17. Juli 1901 noch auf eine Abstimmung verzichtet hatte.
König Leopold II. erlag am 17. Dezember 1909 im Alter von 74 Jahren auf Schloss Laeken einer Darmerkrankung. Thronfolger wurde daraufhin sein Neffe Albert I., der bis zu seinem Tode am 17. Februar 1934 regierte. Leopold II. hatte 1865 den belgischen Thron bestiegen. Zu seinen bedeutendsten politischen Leistungen zählte der Erwerb ausgedehnter Besitzungen in Zentralafrika. Allerdings geriet der Monarch, dem der sogenannte unabhängige Kongo-Freistaat bis 1908 persönlich gehörte, in den letzten Jahren vor seinem Tode wegen der rücksichtslosen Ausbeutung seiner Besitzung zunehmend ins Kreuzfeuer der Kritik.

## Mitglieder des Kabinetts
Dem Kabinett gehörten folgende Personen an:
| Amt                                           | Amtsinhaber                                                        | Partei             | Beginn der Amtszeit                             | Ende der Amtszeit                              |
| --------------------------------------------- | ------------------------------------------------------------------ | ------------------ | ----------------------------------------------- | ---------------------------------------------- |
| Premierminister                               | Frans Schollaert                                                   | Katholische Partei | 9. Januar 1908                                  | 17. Juni 1911                                  |
| Außenminister                                 | Julien Davignon                                                    | Katholische Partei | 9. Januar 1908                                  | 17. Juni 1911                                  |
| Innenminister                                 | Frans Schollaert Paul Berryer                                      | Katholische Partei | 9. Januar 1908 5. September 1910                | 5. September 1910 17. Juni 1911                |
| Minister für Kunst und Wissenschaften         | Edouard Descamps Frans Schollaert                                  | Katholische Partei | 9. Januar 1908 5. August 1910                   | 5. August 1910 17. Juni 1911                   |
| Justizminister                                | Jules Renkin Léon de Lantsheere                                    | Katholische Partei | 9. Januar 1908 30. Oktober 1908                 | 30. Oktober 1908 17. Juni 1911                 |
| Finanzminister                                | Julien Liebaert                                                    | Katholische Partei | 9. Januar 1908                                  | 17. Juni 1911                                  |
| Landwirtschaftsminister                       | Joris Helleputte (kommissarisch) Frans Schollaert Joris Helleputte | Katholische Partei | 9. Januar 1908 30. Oktober 1908 5. Oktober 1910 | 30. Oktober 1908 5. Oktober 1910 17. Juni 1911 |
| Minister der öffentlichen Arbeiten            | Auguste Delbeke Joris Helleputte                                   | Katholische Partei | 9. Januar 1908 5. August 1910                   | 5. August 1910 17. Juni 1911                   |
| Minister für Industrie und Arbeit             | Armand Hubert                                                      | Katholische Partei | 9. Januar 1908                                  | 17. Juni 1911                                  |
| Minister für Eisenbahnen, Post und Telegrafie | Joris Helleputte Charles de Broqueville                            | Katholische Partei | 9. Januar 1908 5. September 1910                | 5. September 1910 17. Juni 1911                |
| Kolonialminister                              | Jules Renkin                                                       | Katholische Partei | 30. Oktober 1908                                | 17. Juni 1911                                  |
| Kriegsminister                                | Generalleutnant Joseph Hellebaut                                   | Parteiloser        | 9. Januar 1908                                  | 17. Juni 1911                                  |

## Hintergrundliteratur
- Der Große Ploetz. Die Enzyklopädie der Weltgeschichte, Verlag Vandenhoeck & Ruprecht, 35. Auflage, 2008, ISBN 978-3-525-32008-2
- Das 20. Jahrhundert. Ein illustrierter Rückblick auf 100 Jahre Weltgeschehen, H+L Verlagsgesellschaft, 1999